# Ali Khamenei
Ali Hosseini Khamenei (Perzisch: آیت‌الله سید علی خامنه‌ای) (Mashhad), 19 april 1939) is een Iraanse grootayatollah. Hij is sinds 1989 de hoogste leider van Iran. Hij volgde toen Ayatollah Ruhollah Khomeini op. Van 1981 tot 1989 was hij president van Iran.
Volgens de Universiteit van de Vriendschap der Volkeren in Moskou heeft Ali Khamenei daar een universitaire studie gevolgd. Hij zou een van de meest bekende afgestudeerden zijn.
Khamenei was een volgeling en vertrouwensman van Khomeini en als zodanig een tegenstander van de westerse politiek van sjah Mohammed Reza Pahlavi. Tussen 1964 en 1978 zat hij om die reden regelmatig gevangen. Na de val van de sjah in 1978 werd hij lid van de Islamitische Revolutionaire Raad, minister en vrijdag-imam in Teheran. Als voorganger in het vrijdagmiddaggebed in de hoofdstad hield hij steevast opzwepende preken, waarmee hij de gelovigen in vervoering bracht.
Op 27 juni 1981 overleefde hij een aanslag op zijn leven. Tijdens een persconferentie ontplofte er een bom die was verstopt in een cassetterecorder. Hoewel Khamenei naast de recorder zat, overleefde hij de aanslag. Sindsdien is hij gehandicapt aan zijn rechterhand. Voor zijn volgelingen is dit het bewijs dat hij een "levende martelaar" is.
Na de moord op Mohammad Ali Rajai werd Khamenei door een overgrote meerderheid gekozen tot president van Iran. Zo werd hij de eerste geestelijke die dit ambt in Iran bekleedde.
Als president leidde hij ook de Islamitische Republikeinse Partij. Net als zijn voorganger Khomeini had Khamenei een bijna onbeperkte macht over alle staatsinstellingen.
In 1985 werd hij herkozen voor een tweede termijn. In tegenstelling tot zijn voorganger Abolhassan Bani Sadr raakte hij zelden in conflict met de hoogste leider van Iran. Na de dood van Khomeini werd Khamenei op 4 juni 1989 gekozen tot hoogste leider van Iran.
Khamenei is een voorstander van een conservatief islamisme, dat slechts zelden hervormingen toestaat. Hierbij vindt hij steun van de in de jaren 1980 opgerichte Raad van Hoeders. Deze Raad bestaat uit zes sjiitische moellahs en zes juristen en waakt over alle politieke benoemingen, parlementsbesluiten en over de censuur.
Eind jaren negentig liet hij enkele hervormingen toe om een eind te maken aan de internationale geïsoleerde positie van Iran. De hervormingsbeweging nam in 1997, na de verkiezing van Mohammad Khatami tot president, een vlucht.
Begin jaren 2000 werd hij in toenemende mate geconfronteerd met protesten tegen zijn repressieve bewind en de onderdrukking van de vrouw. Hij trad hard op tegen die protesten. Toch namen de demonstraties in omvang en intensiteit in 2022 sterk toe.
- Bibsys: 90156096
- Biblioteca Nacional de España: XX5613376
- Bibliothèque nationale de France: cb14430828m (data)
- CiNii: DA13353182
- Gemeinsame Normdatei: 119247143
- International Standard Name Identifier: 0000 0001 2018 3893
- Library of Congress Control Number: n87935094
- Nationale Bibliotheek van Tsjechië: jn20000603090
- Nationale Bibliotheek van Israël: 987007599060805171
- Nationale Bibliotheek van Polen: a0000002032840
- Nationale en Universitaire bibliotheek Zagreb: 000281178
- Nederlandse Thesaurus van Auteursnamen: 235058548
- Russische Staatsbibliotheek: 000101600
- LIBRIS: 66897
- Système universitaire de documentation: 157872742
- Virtual International Authority File: 79181869
- WorldCat: E39PBJpdPXY3Jd3CB67QWmpHG3

Abolhassan Bani Sadr · Mohammad Ali Rajai · Ali Khamenei · Ali Akbar Hashemi Rafsanjani · Mohammad Khatami · Mahmoud Ahmadinejad · Hassan Rohani · Ebrahim Raisi · Masoud Pezeshkian